# Хаверан
Хавера́н или Хавара́н (перс. خاوران‎) — небольшой город на юге Ирана, в провинции Фарс. Входит в состав шахрестана Джехром.

## География
Город находится в центральной части Фарса, в горной местности юго-восточного Загроса, на высоте 1 415 метров над уровнем моря.
Хаверан расположен на расстоянии приблизительно 100 километров к юго-востоку от Шираза, административного центра провинции и на расстоянии 755 километров к юго-юго-востоку (SSE) от Тегерана, столицы страны.

## Население
По данным переписи, на 2006 год население составляло 5 137 человек; в национальном составе преобладают персы, в конфессиональном — мусульмане-шииты.

## Эпонимы
По имени города назван один из разделов в азербайджанском мугамном дастгяхе Баяты-Шираз и гюше в дастгяхе Раст.